# SN 2009gf
SN 2009gf – supernowa typu Ia odkryta 15 czerwca 2009 roku w galaktyce NGC 5525. W momencie odkrycia miała maksymalną jasność 16,10m.